# Freedom of the Seas
Freedom of the Seas (укр. Свобода морів) — круїзне судно класу Freedom, що перебуває у власності компанії «Royal Caribbean Cruises Ltd.» та експлуатується оператором «Royal Caribbean International». Ходить під прапором Багамських островів із портом приписки в Нассау.

## Історія судна
Судно було закладене 8 листопада 2004 року на верфі «STX Finland» в Турку, Фінляндія. Спуск на воду відбувся 19 серпня 2005 року. 12 квітня 2006 року судно здано в експлуатацію, у травні того ж року передано на службу флоту компанії-замовника. Перший рейс здійснило 4 червня 2006.
На церемонії хрещення, що відбулася 12 травня 2006 року у Нью-Йорку, хрещеною мамою судна стала американка Кетрін Луїз Кальдер. Перший рейс відбувся 4 червня 2006 року з Маямі по Карибському басейну. З часу введення в експлуатацію лайнер згідно сезону здійснює круїзи у Карибському басейні та Середземномор'ї.